# Bularka
Bularka – historyczna nazwa osiedla we Włocławku. Obecnie obszar ten jest częścią dzielnicy Południe. Współcześnie nazwy tej używa się bardzo rzadko, nie jest ujęta w urzędowym spisie miejscowości, nadal jednak pojawia się na niektórych mapach.

## Położenie
Na północnym zachodzie graniczy z linią kolejową nr 18, na południowym wschodzie z ulicą Kaliską (dawnym traktem kaliskim), na południowym wschodzie z osiedlami Łanieszczyzna i Dziewiny, zaś na północnym zachodzie z nienazwanym osiedlem między ulicami Wiejską a Kapitulną (dawniej znajdowały się tu trzęsawiska i podmokłe łąki). Obejmuje fragment ulic Węglowej, Długiej, Wiejskiej, Kaliskiej i Kujawskiej, większą część ulicy Stefana Żeromskiego oraz całość ulic Smolnej, Łanieszczyzna, Brdowskiej, Goplana i Matrasia. W okresie Polskiej Rzeczypospolitej Ludowej ulica Długa nosiła nazwę Janka Krasickiego, zaś Wiejska – Feliksa Dzierżyńskiego.

## Historia

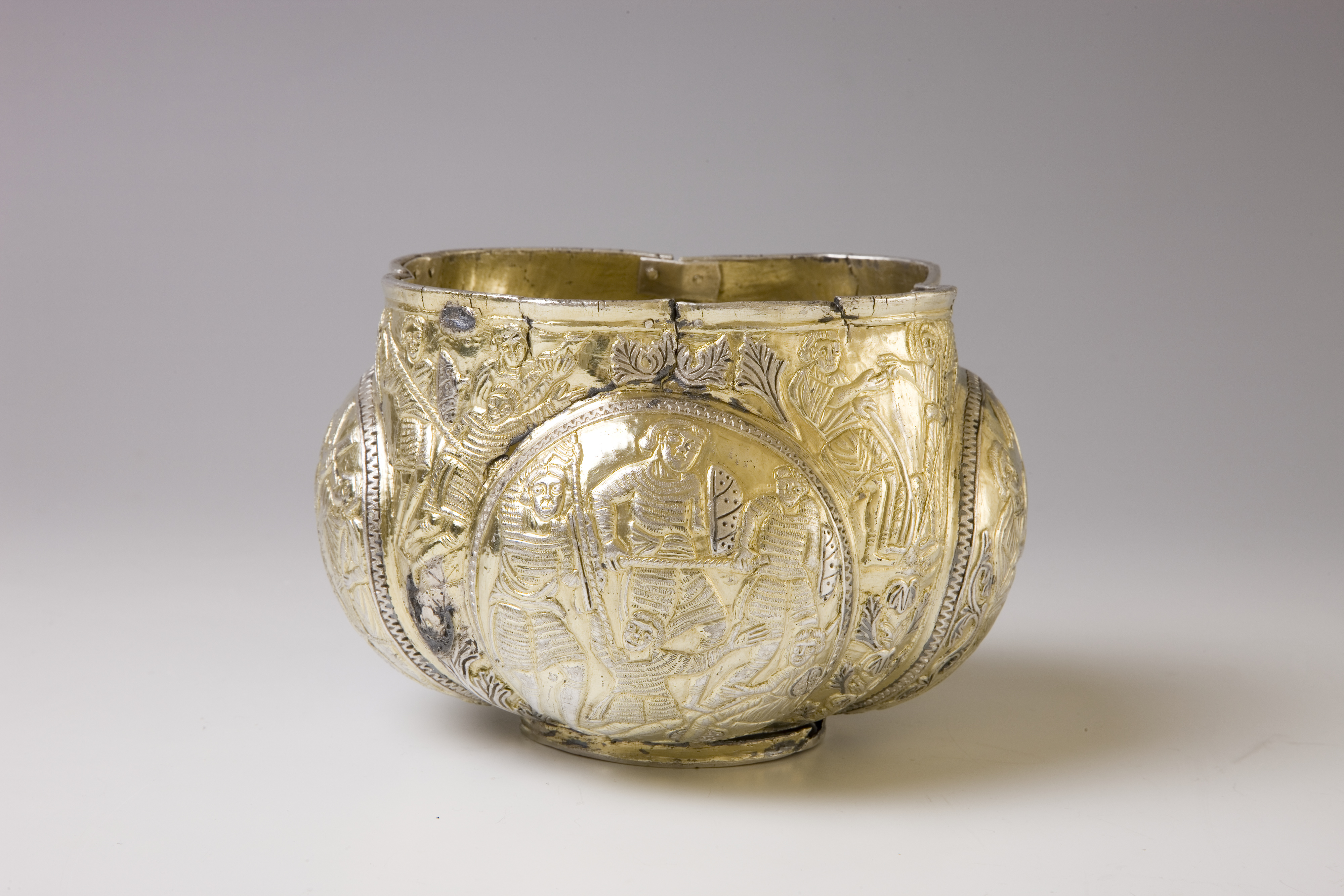
Czara włocławska – skarb znaleziony na Bularce

Swoją nazwę zawdzięcza istniejącej tu niegdyś bularni. Słowo to, pochodzące od staropolskiego bułarnia, oznaczało dzisiejszą piekarnię (por. ul. Bularnia w Krakowie).
Bularnia w tym miejscu została ujęta w inwentarzach miasta z 1720 i 1751 roku. Była własnością kapituły katedralnej. Według dokumentów, młynarze z niedalekiego Świechu byli zobowiązani młócić zboże na potrzeby bularni bez pobierania opłaty. Istnienie bularni w tym miejscu potwierdza także Rozporządzenie Komisji Dobrego Porządku z 1787 roku
Nazwa Bularka jako przedmieścia pojawia się w Rozporządzeniu Komisji Dobrego Porządku z 1787 roku i załączonej do niego mapy. Wynika z niej, że Bularką nazywano wówczas obszar znajdujący się na północny zachód od dzisiejszej ulicy Wiejskiej, a zatem od późniejszego osiedla. To, co dziś nazywamy Bularką, znajdowało się wówczas na obszarze nazywanym Wydranowo, częściowo znajdowały się tu ogrody należący do mieszczan.
Współczesne osiedle wyodrębniło się po powstaniu w latach 1860–1862 Kolei Warszawsko-Bydgoskiej, jako jedna z nowych dzielnic przemysłowo-robotniczych rozciągających się na południowy zachód od dworca kolejowego. Około 1865 r. Bularka, nazywana również osadą „Żelazna”, była obszarem, którego grunty, na podstawie odpowiedniego aktu notarialnego, miasto przekazywało zainteresowanym w wieczystą dzierżawę. Osiedle rozwijało się bez zorganizowanego ładu przestrzennego jako niezamożna dzielnica robotnicza. Aż do połowy XX wieku Bularka charakteryzowała się głównie zabudową parterową typu wiejskiego, często drewnianą.
W latach 1900–1914 przy ul. Wiejskiej 14 znajdowało się Towarzystwo Opiekuńczo-Wychowawcze, a w 1906 roku Polska Macierz Szkolna założyła tu szkołę elementarną. W okresie międzywojennym Bularka była już integralną częścią miasta. 1 listopada 1928 r. Magistrat Miasta uruchomił na terenie Bularki przedszkole z 40 miejscami dla dzieci z rodzin robotniczych w wieku od 5 do 7 lat. Począwszy od lat 80., na terenie byłego osiedla zaczęły powstawać liczne bloki mieszkalne i pawilony handlowe.
Przy ul. Kaliskiej 20, na rogu z ul. Żeromskiego znajduje Targowisko Miejskie, czynne cały rok. Obecnie jest ono własnością spółki BAZA. W latach 80. i 90. było to jedyne targowisko miejskie we Włocławku.

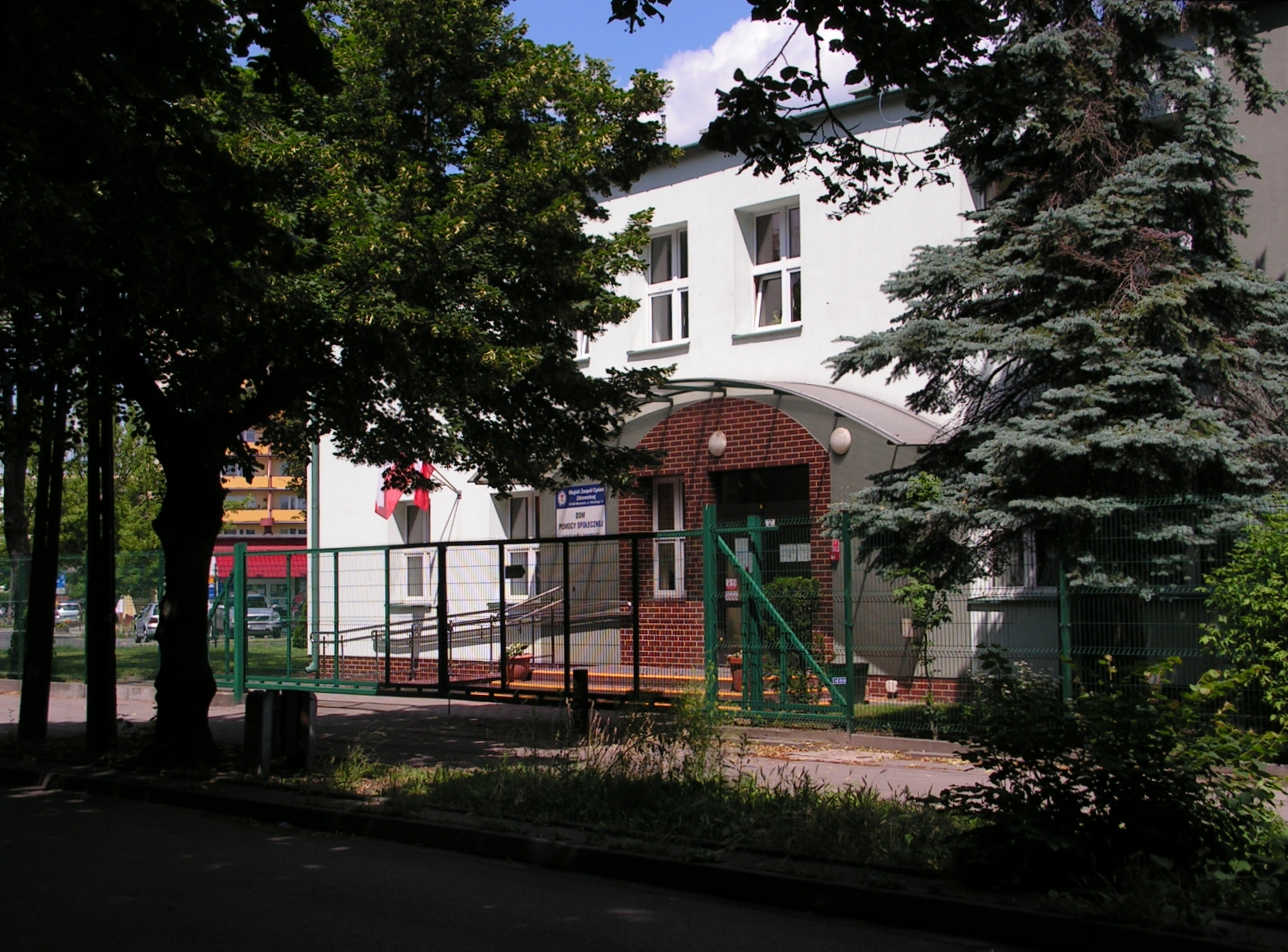
Dom Pomocy Społecznej przy ul. Żeromskiego

Od 1 marca 2014 roku w kompleksie budynków przy ul. Żeromskiego 28a funkcjonuje Dom Pomocy Społecznej. Organem prowadzącym jest Miejski Zespół Opieki Zdrowotnej przy ul. Kilińskiego 16 we Włocławku. Placówkę powołano uchwałą Rady Miasta z 25 listopada 2013 roku. Przeznaczony jest dla osób przewlekle, somatycznie chorych i niepełnosprawnych. Wcześniej takie osoby były kierowane do placówek znajdujących się poza Włocławkiem. Budynek jest pozbawiony barier architektonicznych. Placówka dysponuje 41 miejscami - 32 dla osób przewlekle chorych i 9 dla osób niepełnosprawnych. Rezydenci mieszkają w 2-osobowych pokojach z odrębnymi łazienkami. Funkcjonuje tu Dział Fizjoterapii Miejskiego Zespołu Opieki Zdrowotnej we Włocławku. Jako zalety domu wymienia się bliskość Kościoła, apteki, dworca PKP/PKS, przystanków Miejskiego Przedsiębiorstwa Komunikacyjnego i sklepów.
29 lipca 2017 roku na rogu ulicy Wiejskiej 13 i Smolnej 12 otworzono sklep sieci Twój Market. Początkowo miał się tu znajdować dyskont Czerwona Torebka, jednak sieć upadła przed ukończeniem budowy i renowacji sąsiednich zabytkowych domów.
3 maja 1909 roku Marcin Marciniak i Jan Sapiński przypadkiem wyorali na terenie osiedla skarb – Czarę włocławską. Włocławianie oddali ją do Klasztoru we Włocławku, skąd trafiła do Muzeum Kujawskiego. W 1910 r. zdeponowano ją w Muzeum Narodowym w Krakowie, gdzie znajduje się do dziś. We Włocławku znajdują się obecnie dwie kopie czary, w Muzeum Ziemi Kujawskiej i Dobrzyńskiej oraz w Muzeum Diecezjalnym.

### Fabryka Przetworów Smołowcowych – Stara Fabryka
W latach 1909–1912 na rogu ulicy Kaliskiej 10-12 i Smolnej 2 zbudowano zespół Fabryki Przetworów Smołowcowych, na który składał się budynek produkcyjny, magazyny i warsztaty. Ulica Smolna wzięła swoją nazwę właśnie od tej fabryki. W tamtym czasie ul. Kaliska zaczynała się od dzisiejszego Placu Wolności. Dopiero po wojnie część ulicy od Placu Wolności do torów została wyodrębniona jako ulica 20 stycznia, obecnie P.O.W. Dlatego fabryka znajdowała się wówczas pod adresem Kaliska 44.
Założycielami fabryki byli Bronisław Kocent (1878–1947) i Roman Goździewicz (zm. 1932). Kocent był z wykształcenia chemikiem. Pochodził z gminy Osięciny. We Włocławku zameldował się na stałe w 1911 roku. W czasie I wojny światowej należał do Komitetu Obywatelskiego miasta Włocławka. Była to pierwsza polska organizacja samorządowa, która przejęła władzę w mieście w okresie od sierpnia do września 1914 roku (tj. od ewakuacji Rosjan do rozpoczęcia okupacji niemieckiej). Oprócz tego był m.in. jednym ze współzałożycieli Towarzystwa Biblioteki i Czytelni im. Adama Mickiewicza we Włocławku, powstałego w 1906 roku. Pochowano go na Cmentarzu Górczyńskim w Poznaniu. Goździewicz był m.in. członkiem Włocławskiej Ochotniczej Straży Pożarnej i Chrześcijańskiego Towarzystwa Rzemieślników i Przemysłowców. Jest pochowany na Cmentarzu Komunalnym we Włocławku.
Była to największa tego typu fabryka we Włocławku i okolicach. Jej powodzenie wzięło się z fachowego zarządzania i dostępu do tanich surowców z Niemiec. Produkowano w niej przetwory smołowcowe, smary i tłuszcze, asfalt, tektury na dachy oraz destylowano smołę. Firma oferowała również wykonanie, naprawę i konserwację pokryć papowych. W chwili założenia fabryka zatrudniała 8 robotników. W ciągu kilku pierwszych lat zatrudnienie wzrosło do kilkudziesięciu osób. Z czasem fabryka była rozbudowywana i wyposażana w nowoczesne urządzenia. W przededniu I wojny światowej jej obrót wynosił ponad 112 tysięcy rubli. Podczas I wojny światowej przedsiębiorstwo było zamknięte, a okupanci zarekwirowali znaczną część surowców i gotowych wyrobów. W 1919 r. została ponownie uruchomiona. W 1920 r. Kocent i Goździewicz uruchomili drugą fabrykę przy ul. Mielżyńskiego 23 w Poznaniu. W 1937 r. przedsiębiorstwo Kocent i Goździewicz było w likwidacji. Jego właścicielem był wówczas Jan Matrybiński (1888–1972), który prowadził wcześniej Fabrykę Przetworów i Tektur Smołowcowych w Kole, w spółce z Freudenreichem i Nowakowskim.

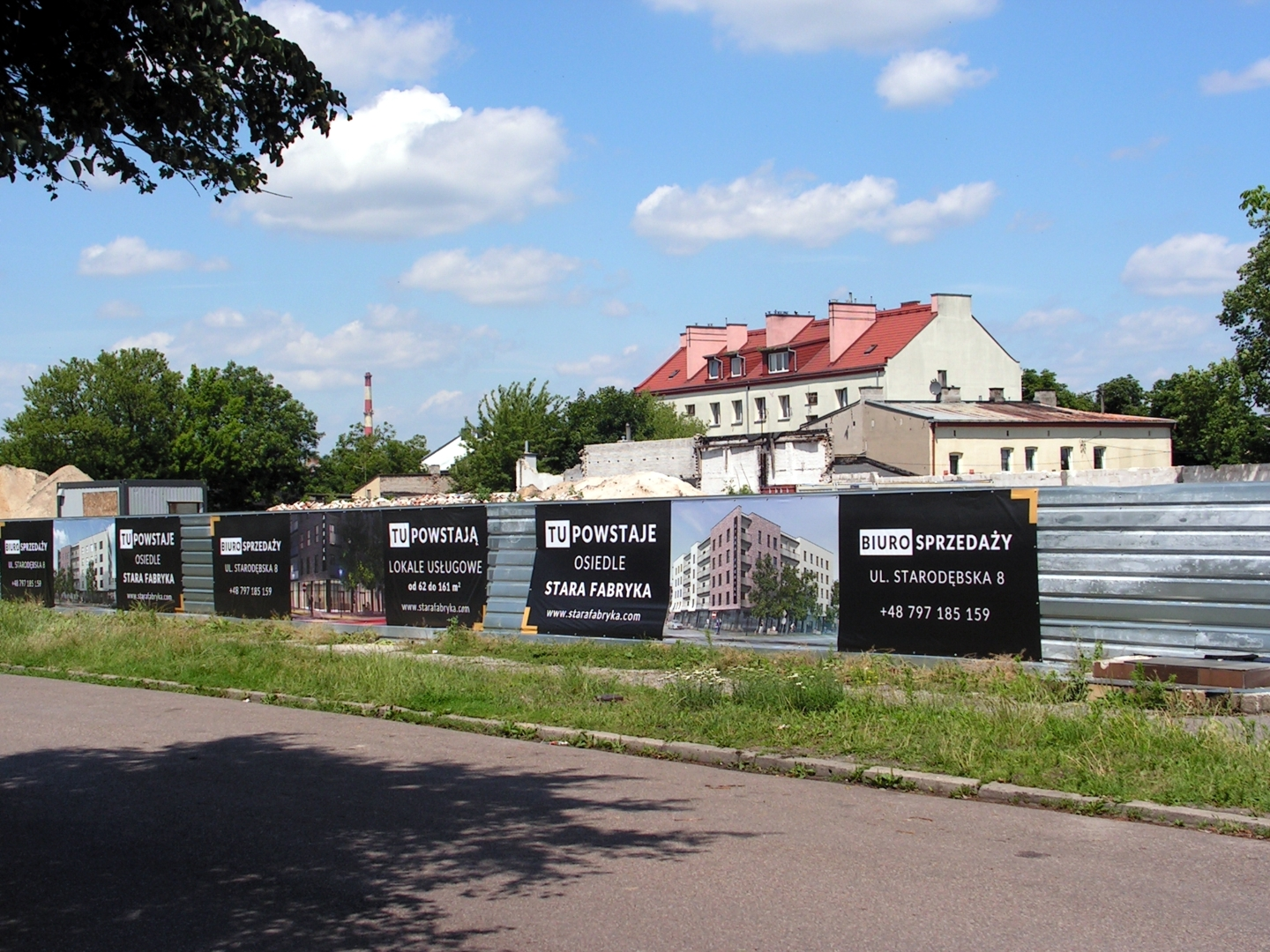
Budowa osiedla Stara Fabryka

Różne przedsiębiorstwa istniały w tym miejscu przez kolejne sto lat. W latach 10. XXI wieku znajdował się tu m.in. parking strzeżony; sklep rowerowy Like Bike, obecnie przeniesiony na ul. Okrzei 54; punkt wulkanizacji opon i sklep spożywczy ABC. Fabryka była wypisana do gminnej ewidencji zabytków. Latem 2019 r. pofabryczne budynki i przyległe do niej pawilony handlowe zostały wyburzone.
Obecnie powstaje tu osiedle budynków mieszkalno-usługowych o nazwie Stara Fabryka, nawiązującej do historii miejsca. Budowę zleciła firma deweloperska Kamaro. Dwa gmachy wyróżniać się będą nowoczesną architekturą. Jako pierwszy powstaje budynek u zbiegu ulic Smolnej i Kaliskiej. Pod budynkami znajdą się parkingi podziemne, a w ich okolicy tereny zielone i place zabaw. Chociaż osiedle powstaje na terenie dzielnicy Południe, to znajduje się blisko centrum miasta. Jako zalety lokalizacji podaje się też bliskie sąsiedztwo dworca PKP/PKS i centrum handlowego Wzorcownia.

## Architektura

### Kościół św. Stanisława
W 1926 r. przy ulicy Wiejskiej 19, na terenie osiedla Bularka rozpoczęto budowę Kościoła św. Stanisława, którą ukończono ostatecznie dopiero po II wojnie światowej. Kościół należał do erygowanej w 1922 r. parafii św. Stanisława, którą powołano jednak z myślą głównie o mieszkańcach sąsiedniej Kokoszki. Oprócz samego Kościoła, gminna ewidencja zabytków obejmuje także zbudowaną w 1922 roku plebanię. Wykaz obiektów nieruchomych niewpisany do rejestru zabytków, ujętych w wojewódzkiej ewidencji zabytków wymienia też dzwonnicę i figurę Najświętszej Maryi Panny z lat dwudziestych.

### Willa Grodzkiego

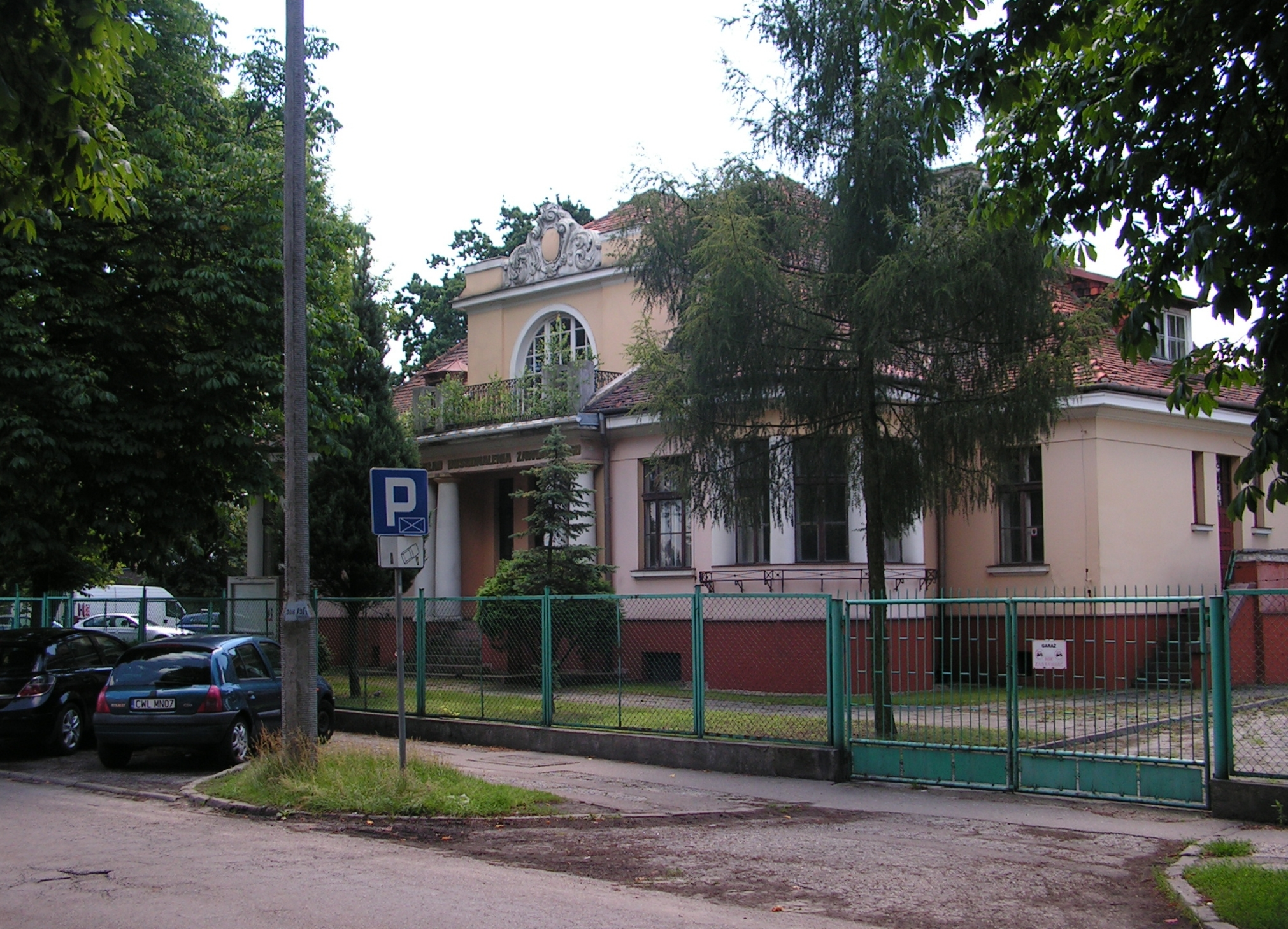
Willa Grodzkiego

W 1920 r. przy ulicy Smolnej 7 wybudowano istniejącą do dziś willę, zwaną Willą Grodzkiego. W 1992 roku została wpisana do gminnej ewidencji zabytków. Należała ona do ginekologa Edwarda Grodzkiego, praktykującego w latach 1905–1931. Następnie mieszkał tu Roman Goździewicz, współwłaściciel ww. Fabryki Przetworów Smołowcowych. Figuruje on w Spisach abonentów sieci telefonicznych na lata 1931/32 i 1932/33.
Według Spisów właścicieli kont czekowych w Pocztowej Kasie Oszczędności z 1936 i 1938 roku mieszkał tu Emil Wiktor Schuller. Być może mowa tu o wojskowym Emilu Wiktorze Schuller.
W czasie II wojny światowej, w latach 1940–1944 mieszkała tu rodzina barona Horsta von Knobloch, zarządcy Fabryki Papieru we Włocławku. Wówczas ulica nosiła nazwę Aachener Straße. W 1970 r. willa została wyremontowana. Obecnie znajduje się tu Zakład Doskonalenia Zawodowego, dawniej Ośrodek Kształcenia Zawodowego.

### Pozostała architektura zabytkowa

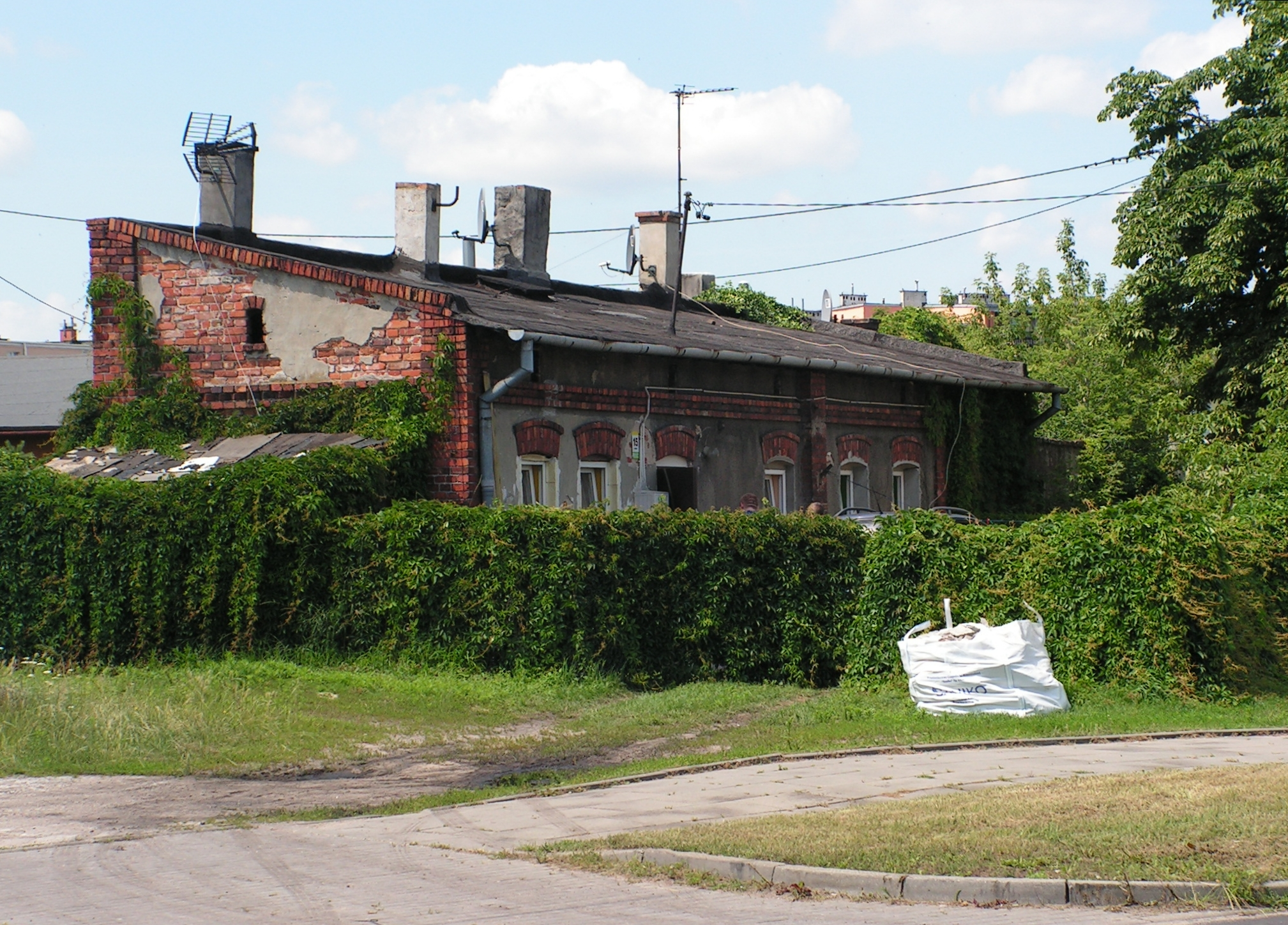
Dom przy ul. Węglowej 15

Pozostałe zabytkowe budynki na terenie osiedla to willa przy ul. Wiejskiej 13 z 1920 r. (po adaptacji z 2017 roku znajduje się tu salon fitness i sklep z tanią odzieżą) oraz domy przy ul: Wiejskiej 14, obecnie siedziba Warsztatu Terapii Zajęciowej, wcześniej przedszkole (1900); Żeromskiego 24; Wiejskiej 13a (róg Smolnej 8) i 13b (1920). Wykaz obiektów nieruchomych niewpisany do rejestru zabytków, ujętych w wojewódzkiej ewidencji zabytków wymienia także domy przy ul. Węglowej 9, 9a, 15, Długiej 4, 9, 10a (pocz. XX wieku), Smolnej 5 (lata 30. XX wieku) i Żeromskiego 26, bez podania daty budowy.
Najstarszy dom na Bularce, zbudowany w II połowie XIX wieku znajdował się pod adresem Węglowa 23/25. Mieszkał tu Eugeniusz Rybarski, członek konspiracji w czasie II wojny światowej, kawaler orderów. W 2009 r. Urząd Miasta Włocławek sprzedał nieruchomość pod adresem Węglowa 23. W ogłoszeniu o przetargu napisano, że działka zabudowana jest budynkami o powierzchni użytkowej 320 m² pełniącymi funkcje usługowo-handlowo-socjalne. Zastrzeżono, że są w złym stanie i wymagają kapitalnego remontu. W 2013 r. sprzedano działkę pod adresem Węglowa 25. Wówczas w tym miejscu znajdowały się już jedynie fundamenty i gruzy po dawnym budynku. Cenę wywoławczą działki ustalono na 1 025 100 zł.

### Sąd Okręgowy przy ul. Żeromskiego 28

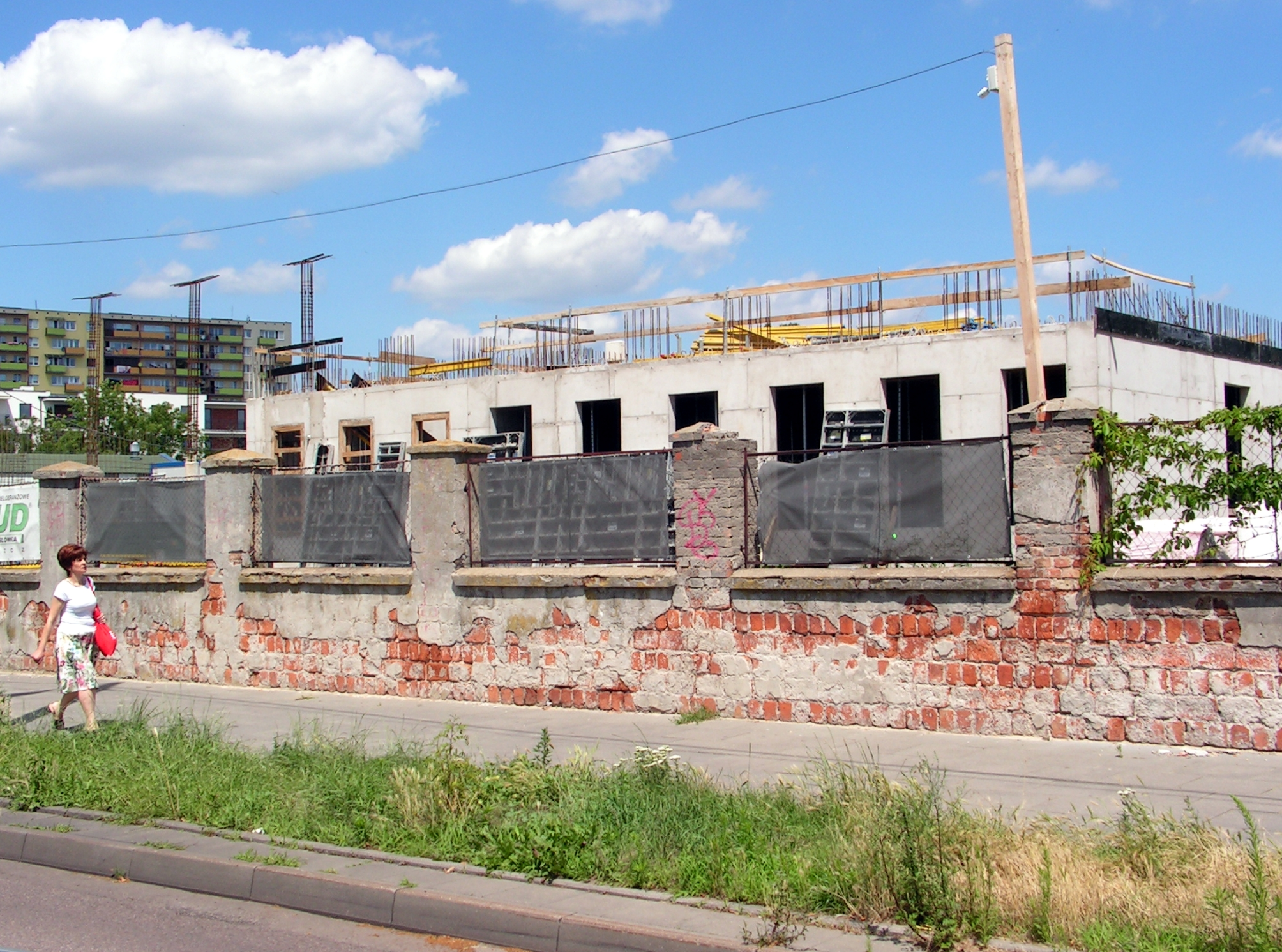
Budowa Sądu Okręgowego przy ul. Żeromskiego

W grudniu 2019 roku przy ul. Żeromskiego 28 rozpoczęto budowę gmachu Sądu Okręgowego we Włocławku. Budowa ma potrwać do 15 listopada 2023 roku. Do tej pory Sąd Okręgowy we Włocławku znajdował się w dwóch lokalizacjach, przy ulicy Wojska Polskiego 22 i przy ulicy Długiej 65. Skarb Państwa pozyskał ten teren na drodze darowizny od Urzędu Miasta we Włocławku. Wcześniej znajdowało się tu boisko szkolne.
Plan budowy został po raz pierwszy przedstawiony w 2014 roku. Został on zaakceptowany przez Ministerstwo Sprawiedliwości. W 2015 roku wykonano projekt gmachu. Wykonała go Pracownia Projektowa Wojciecha Kolesińskiego z Poznania. 31 stycznia 2018 roku do Departamentu Budżetu i Efektywności Finansowej Ministerstwa Sprawiedliwości przekazano Program Inwestycji Budowlanej w celu ustalenia kosztorysu inwestycji. W maju 2018 roku poseł Joanna Borowiak zaprosiła do Włocławka wiceministra sprawiedliwości Michała Wójcika. Spotkanie miało na celu zarezerwowanie środków na realizację inwestycji. W lipcu 2018 roku swój apel w tej sprawie do ministra sprawiedliwości Zbigniewa Ziobry złożył w imieniu dyrekcji Sądu Okręgowego ówczesny poseł Łukasz Zbonikowski. W swoim piśmie zwrócił uwagę, że dotychczasowe placówki nie dysponują odpowiednio dużą przestrzenią dla Sądu Okręgowego. Kompleks przy ul. Wojska Polskiego jest dzielony między Sąd Okręgowy a Sąd Rejonowy. Dzięki budowie przy ul. Wojska Polskiego pozostanie jedynie Sąd Rejonowy. W lipcu 2019 roku doszło do kolejnego spotkania w tej sprawie poseł Borowiak z wiceministrem Wójcikiem. Wiceminister zarezerwował środki przeznaczone na budowę gmachu w budżecie ministerstwa na 2019 rok.
W czerwcu 2019 roku ogłoszono przetarg na realizację inwestycji, który rozstrzygnięto w październiku tego roku. Wygrało go Przedsiębiorstwo Wielobranżowe EBUD z Bydgoszczy. Koszt budowy wyniesie ponad 66 milionów złotych. Budynek będzie miał trzy kondygnacje naziemne i jedną podziemną. Na terenie ponad 6 tysięcy m² znajdzie się 16 sal rozpraw oraz strefa przeznaczona wyłącznie dla sędziów i pracowników sądu. Przy gmachu sądu powstanie parking. Inwestycja obejmuje też budowę infrastruktury technicznej, informatycznej, małej architektury i oświetlenia.
Inwestycję rozpoczęto od wyburzenia schronu znajdującego się pod boiskiem, wycięcia starych drzew i wywiezienia gruzu z placu budowy. W marcu 2020 roku rozpoczęto budowę fundamentów. 30 września 2020 r. odbyło się uroczyste wmurowanie kamienia węgielnego i podpisanie aktu erekcyjnego.

## Galeria

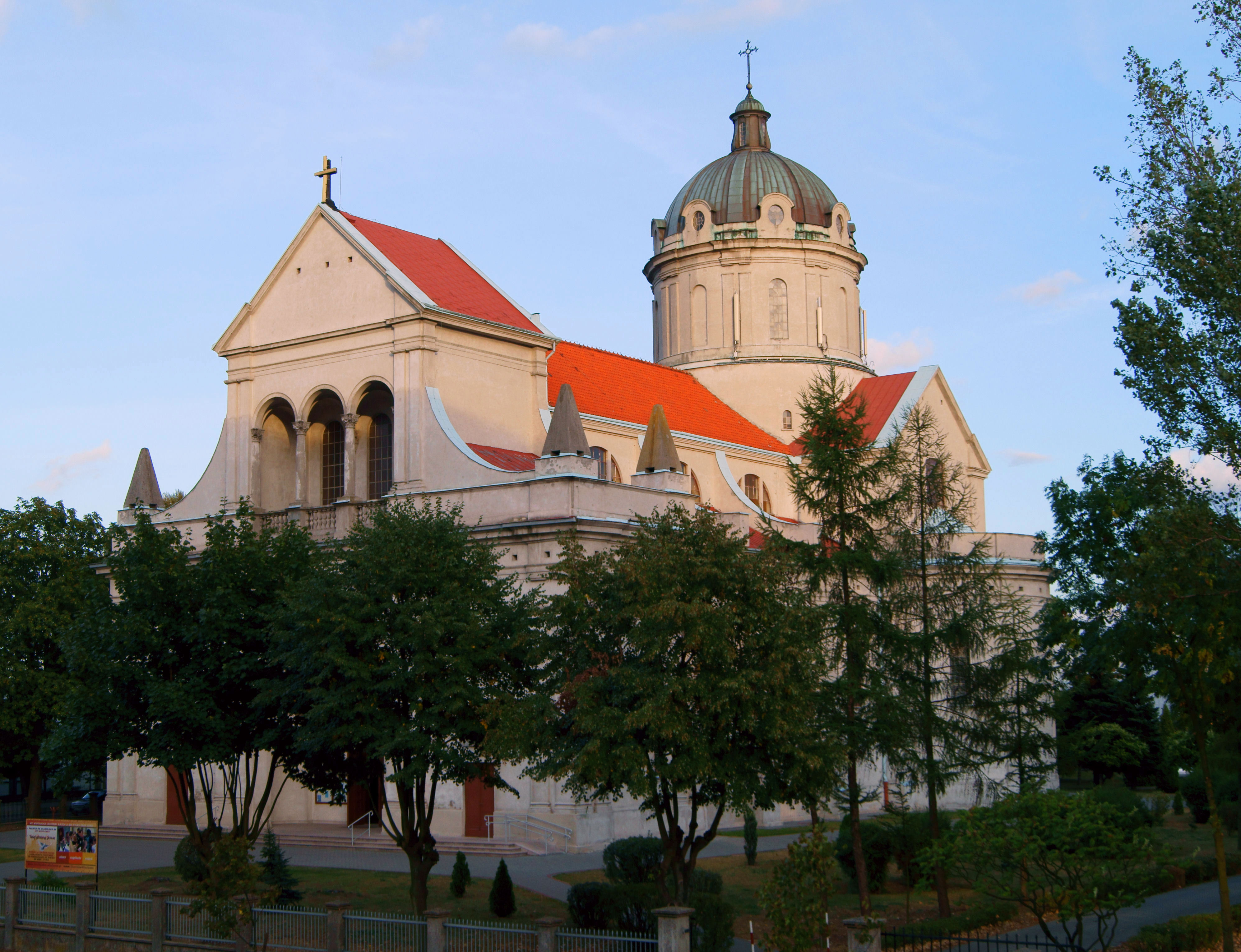
Kościół św. Stanisława
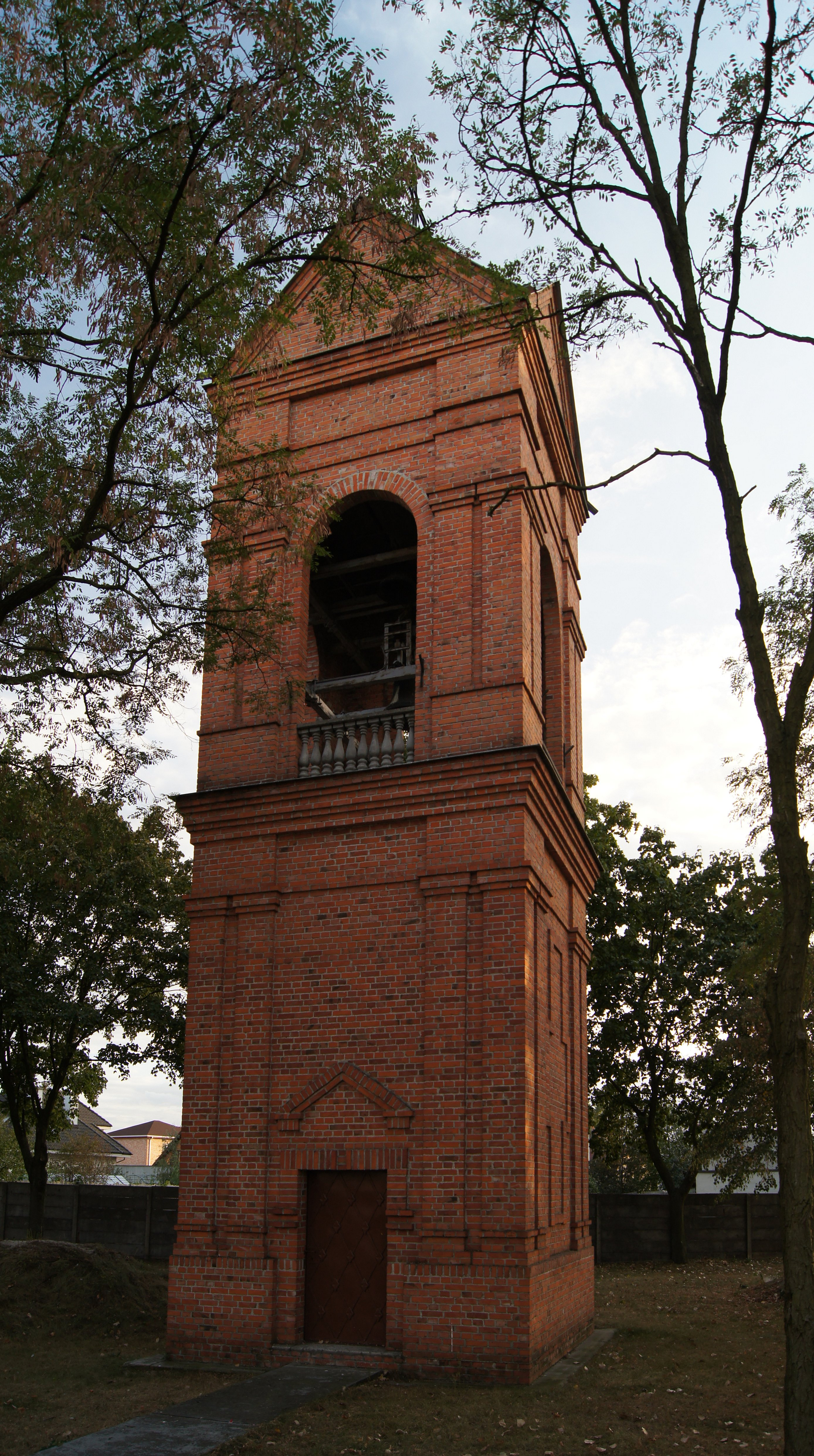
Dzwonnica przy Kościele św. Stanisława
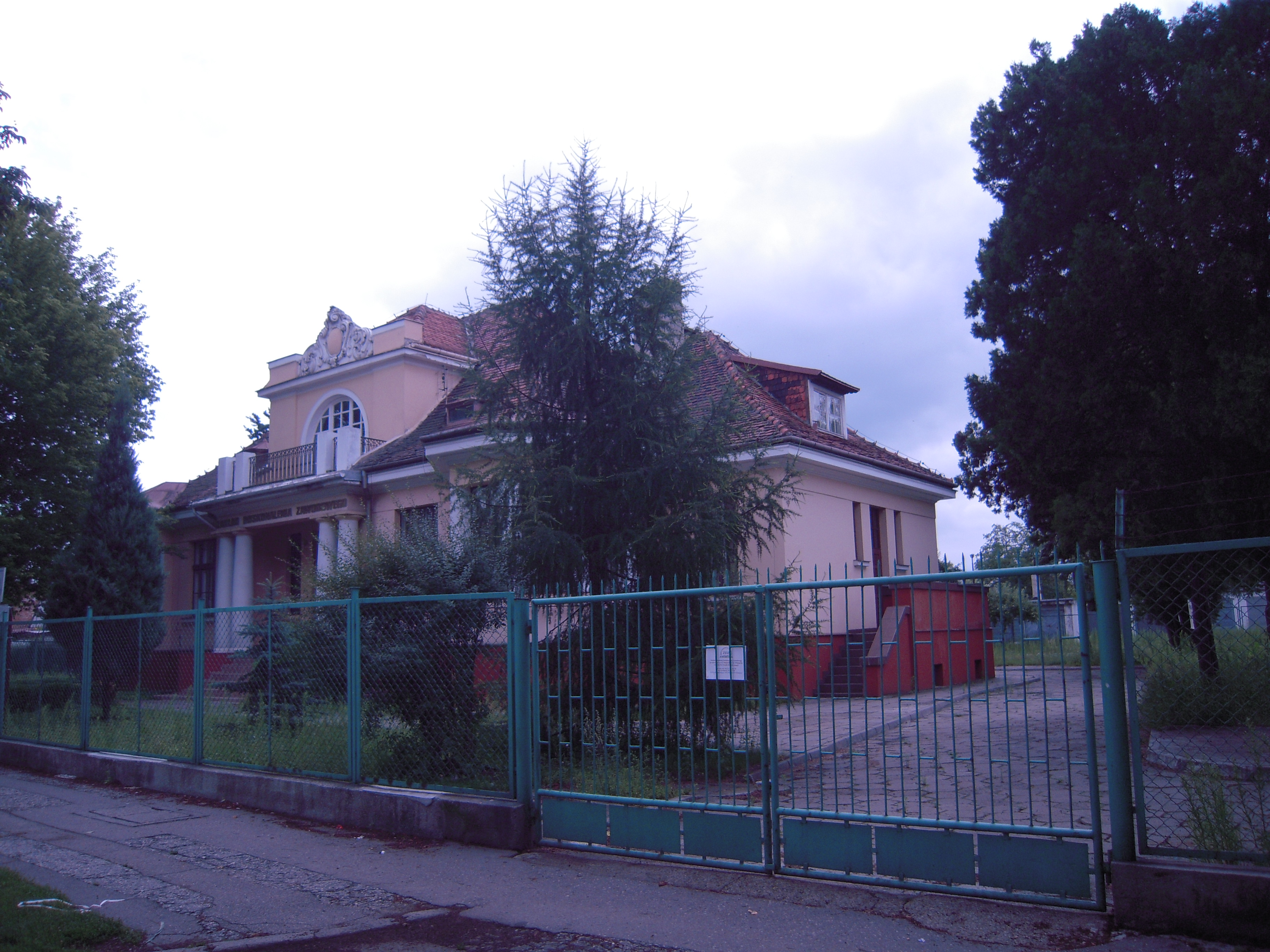
Willa Grodzkiego w 2012 roku
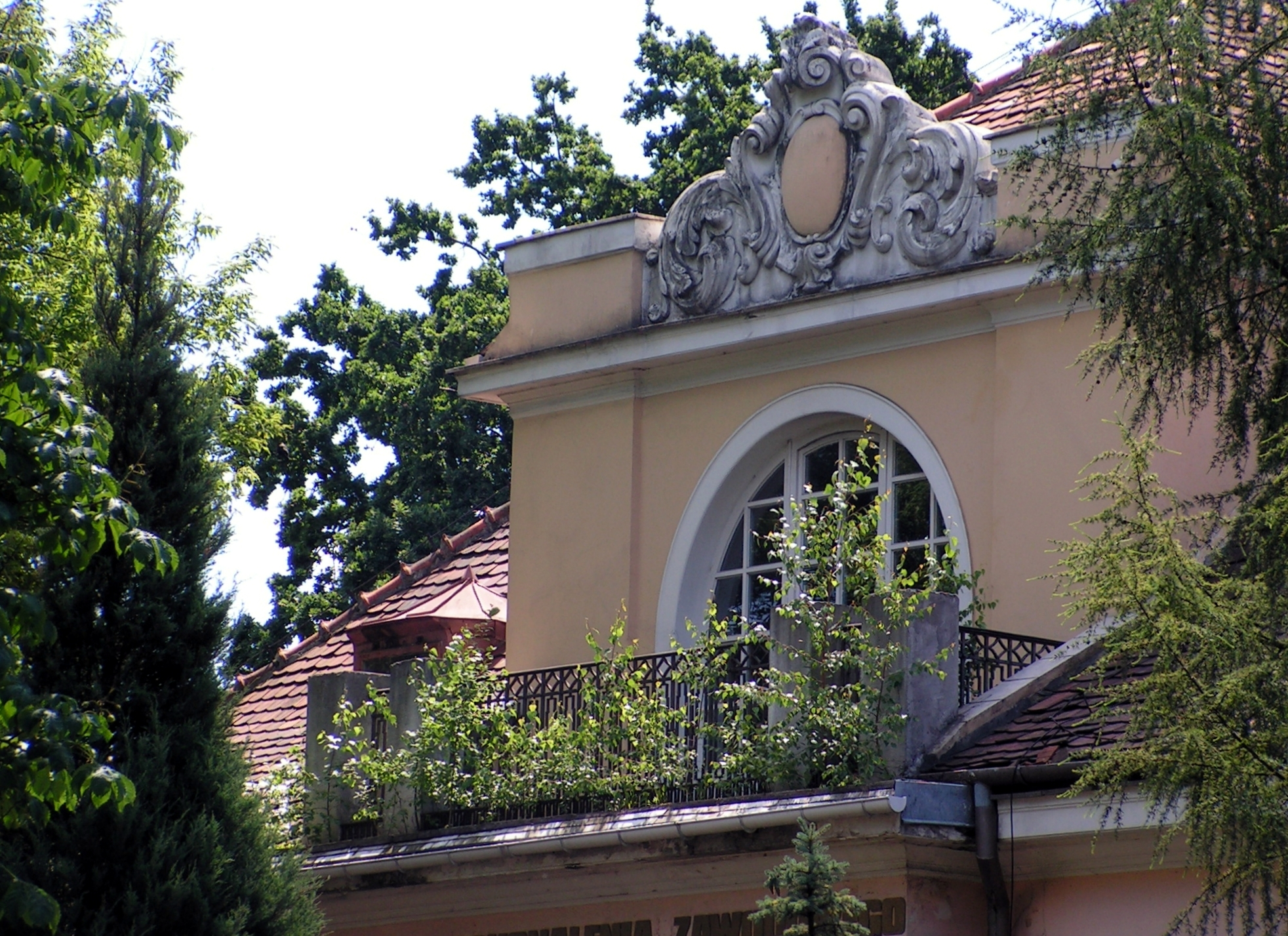
Balkon i szczyt Willi Grodzkiego
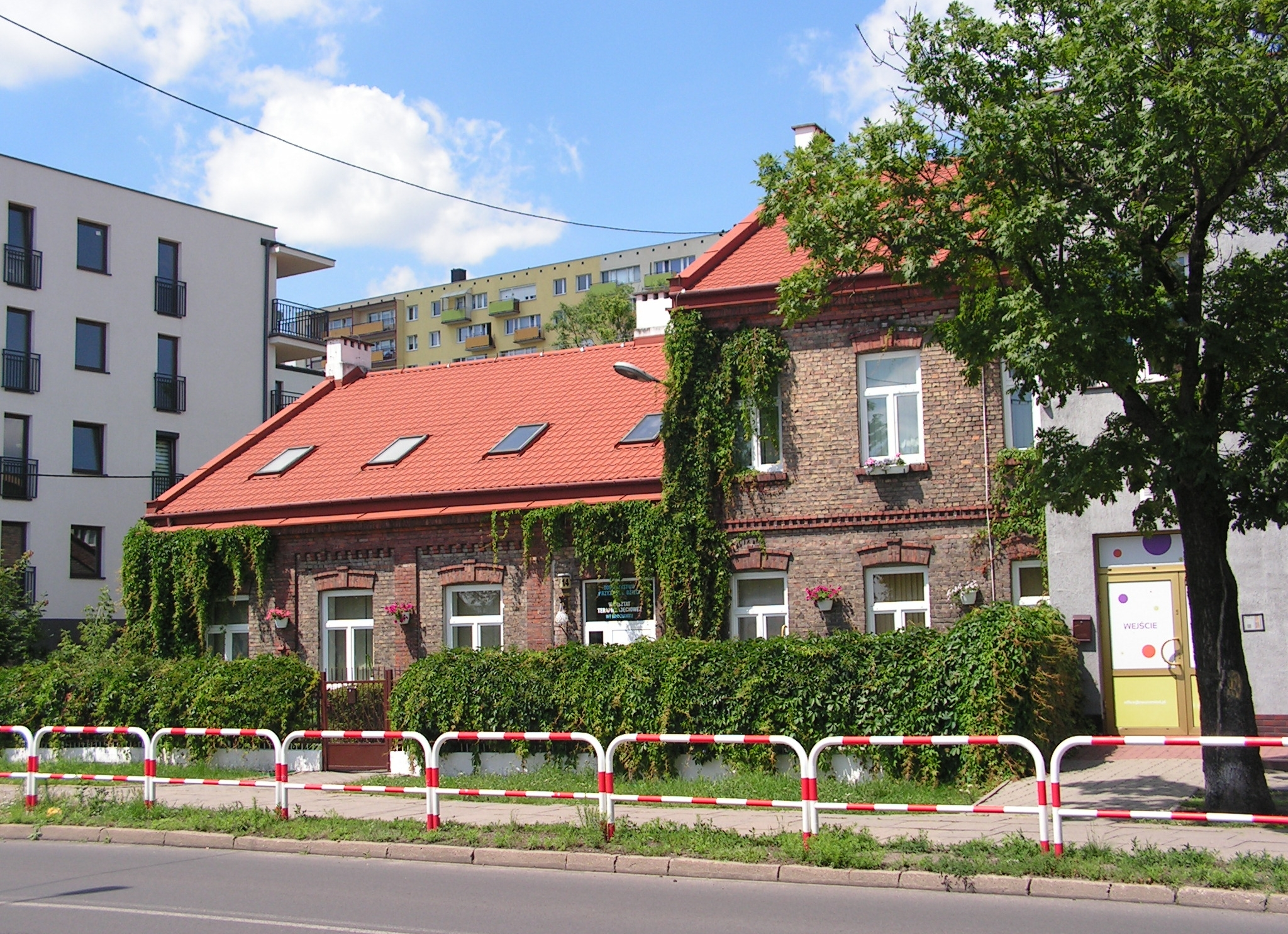
Dom przy ul. Wiejskiej 14
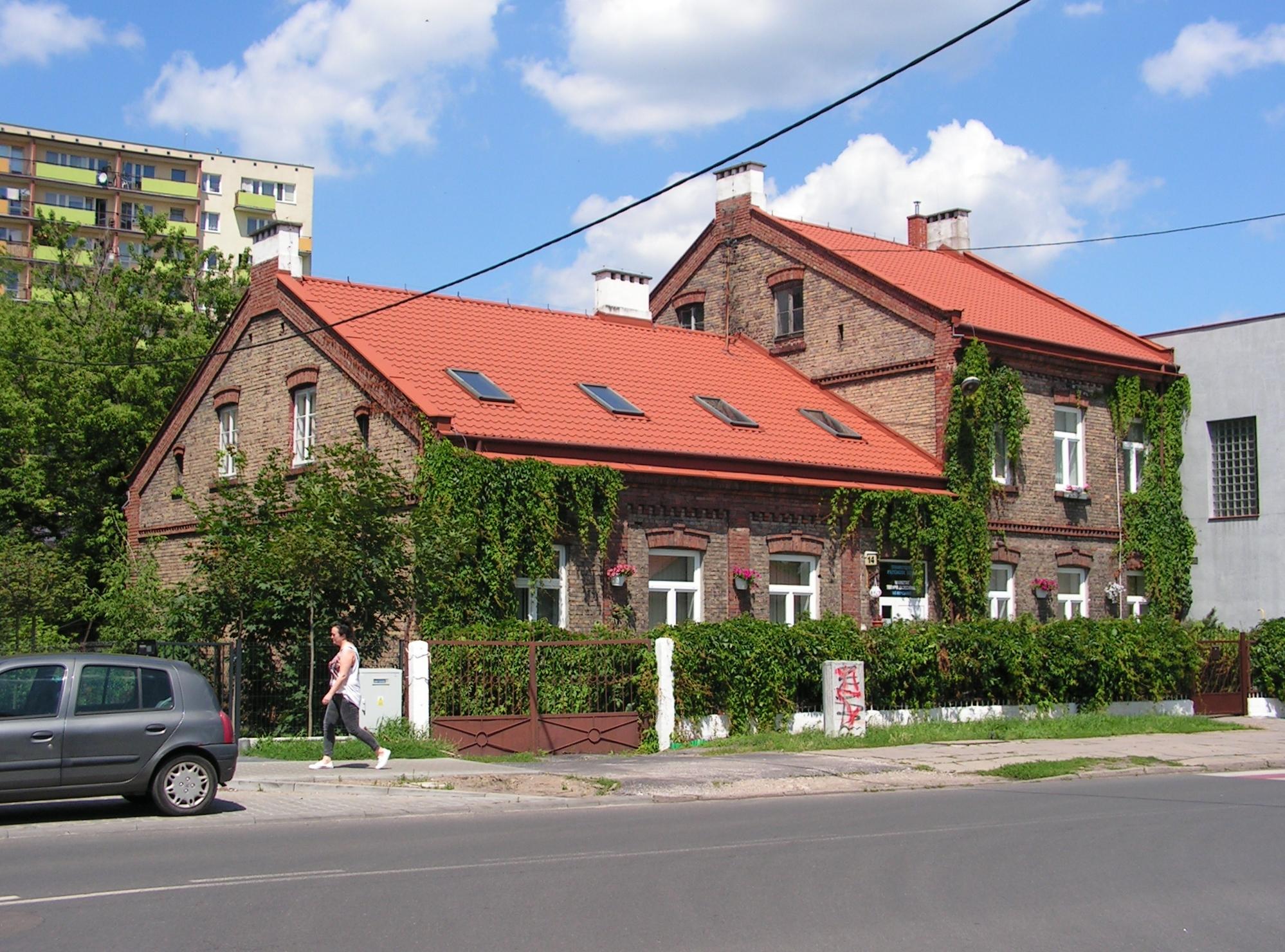
Dom przy ul. Wiejskiej 14
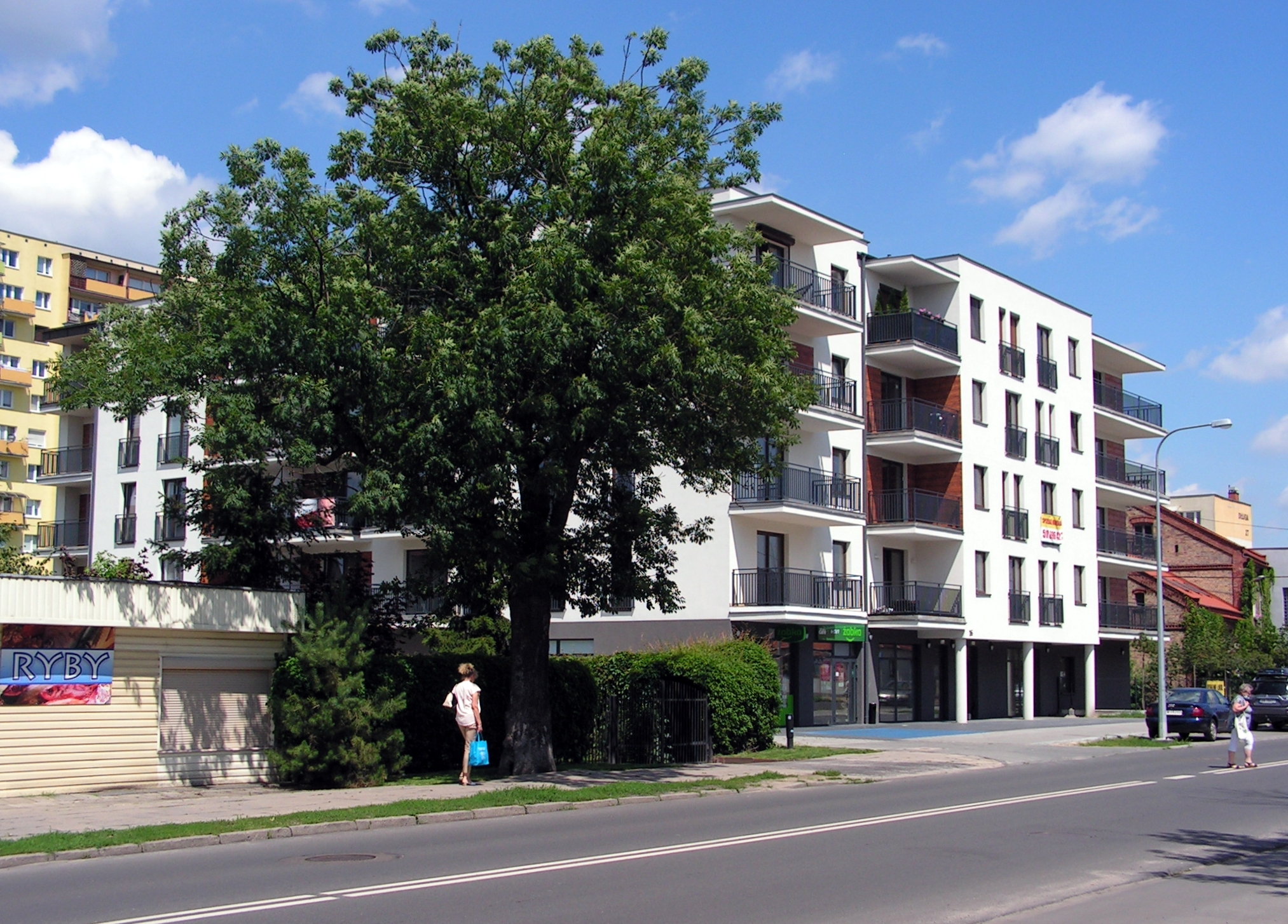
Blok mieszkalny przy ul. Wiejskiej 16, ukończony w 2020 roku
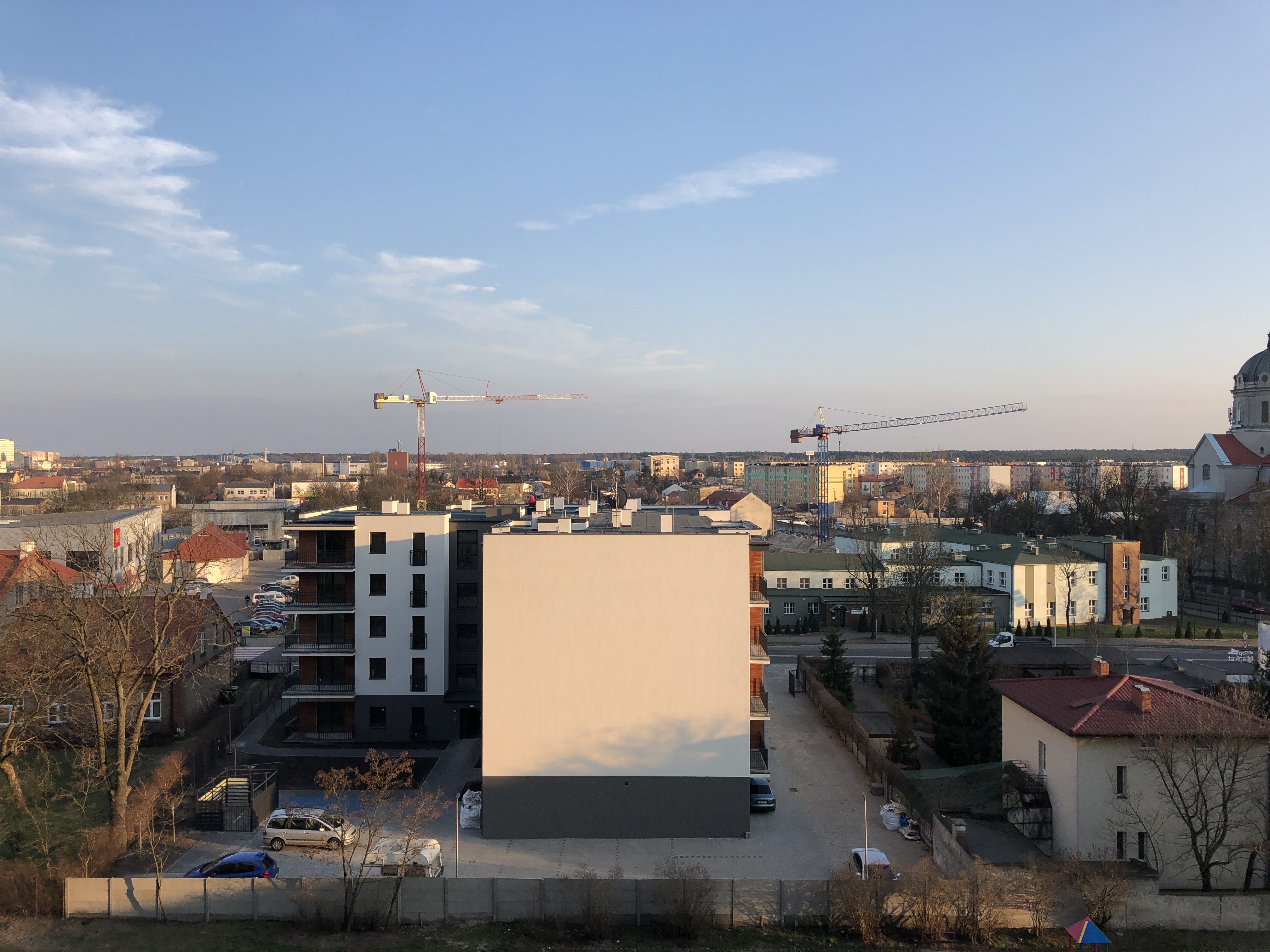
Widok na nowy blok mieszkalny i plac budowy sądu w marcu 2020 roku
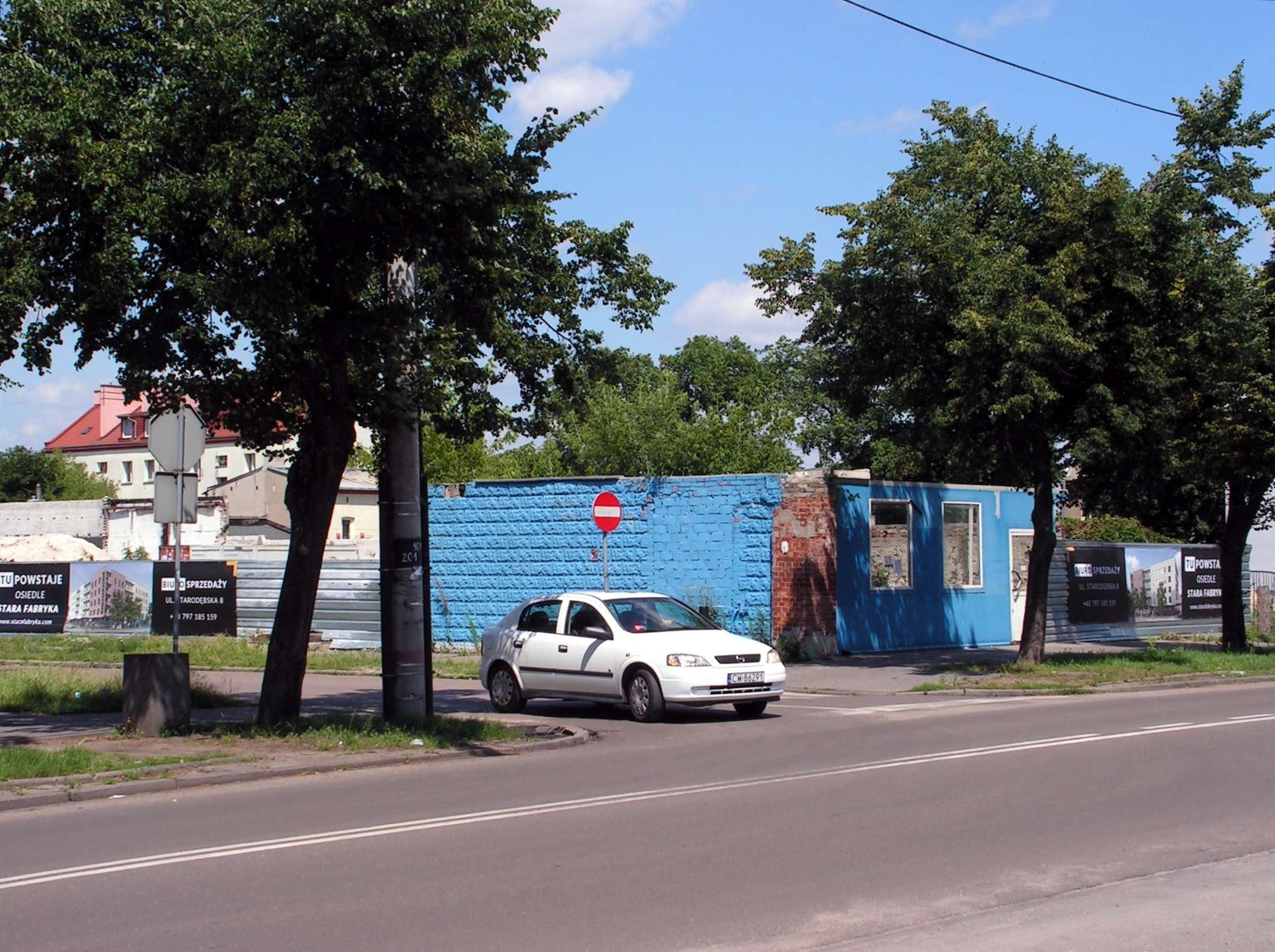
Róg ulicy Kaliskiej i Smolnej, na pierwszym planie pozostałości po sklepie rowerowym wyburzonym podczas budowy osiedla Stara Fabryka
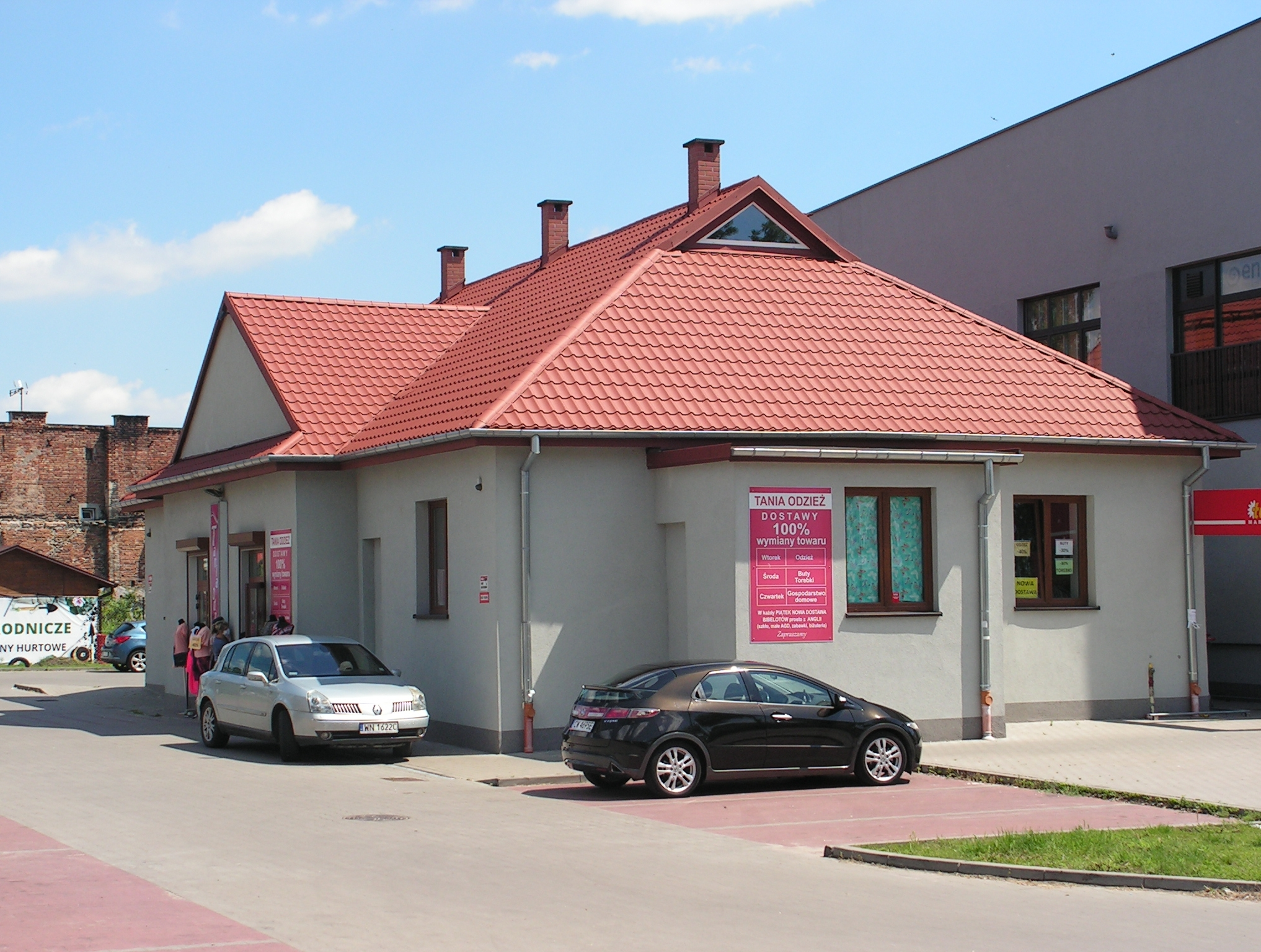
Dom przy ul. Wiejskiej 13, zbudowany w 1920 roku
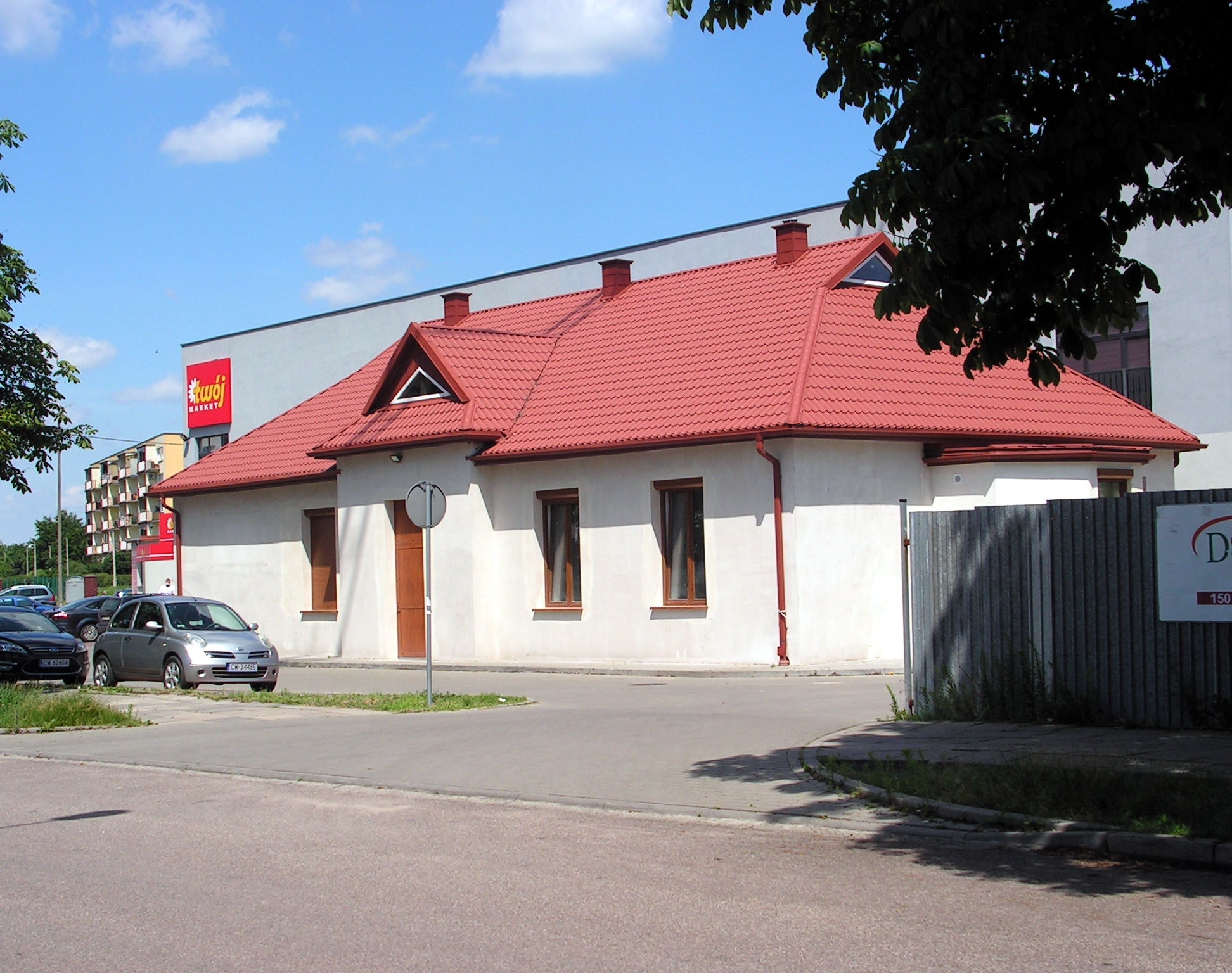
Dom przy ul. Wiejskiej 13a, zbudowany w 1920 roku
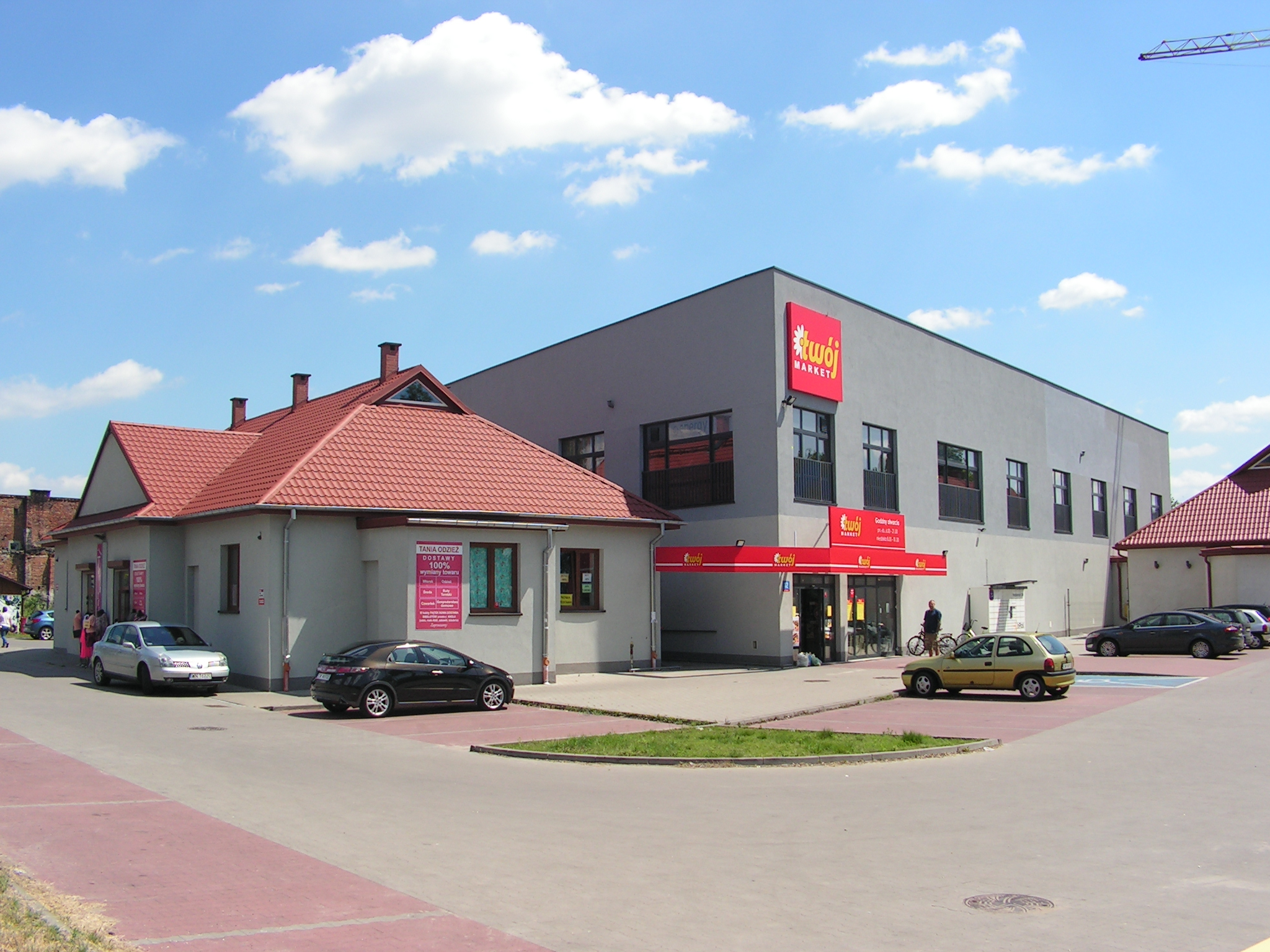
Twój Market u zbiegu ulic Smolnej i Wiejskiej